# Kim In-seop
Kim In-seop (kor. 김 인섭; ur. 2 marca 1973) – południowokoreański zapaśnik w stylu klasycznym. Dwukrotny olimpijczyk. Srebrny medalista z Sydney 2000, nie ukończył turnieju w Atenach 2004. Startował w kategoriach 58–66 kg.
Czterokrotny uczestnik mistrzostw świata, zdobył złote medale w 1998 i 1999 i srebrny w 2001. Złoto na igrzyskach azjatyckich w 1998 i 2002. Najlepszy na igrzyskach Wschodniej Azji w 2001. Mistrz Azji w 1999 i 2004, drugi w 1997. Zajął drugą pozycję w Pucharze Świata w 1997 i w Pucharze Azji w 2003.